# Sandrik
Sandrik byla společnost na výrobu kovového stolního nádobí, nářadí a náčiní, založená roku 1895 na středním Slovensku v Dolních Hamrech, nyní místní část města Hodruša v údolí Hodrušského potoka, ve středním Pohroní. Název firmě dal Johann Sandrik, zakladatel a majitel pozemků. Lokalita byla volena podle stříbrných dolů. Firma užívala na svých výrobcích ochrannou známku v podobě ražené rozety ze šesti kroužků kolem středního kroužku.

## Historie

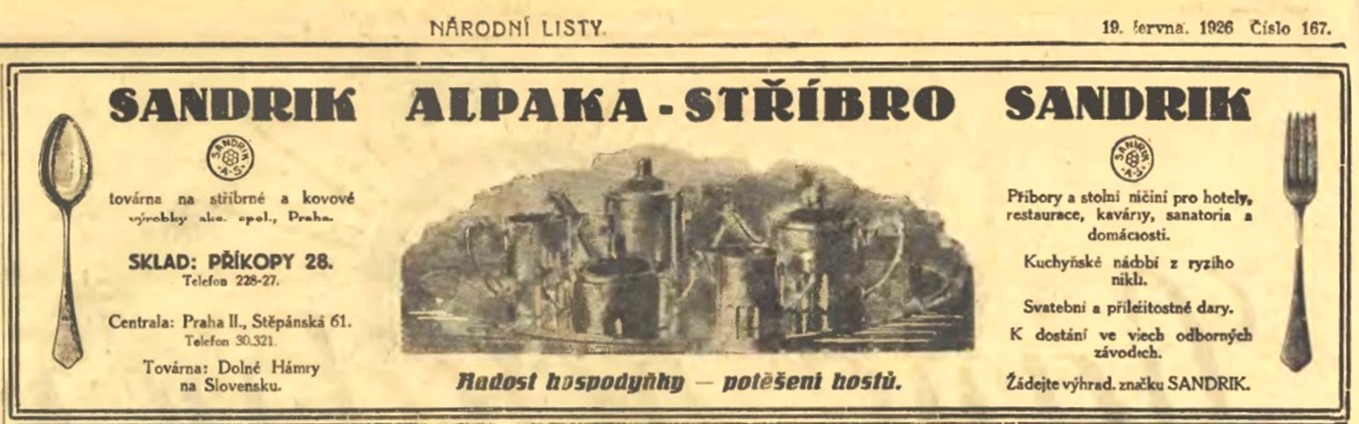
Sandrik Praha, inzerát z 19.6.1926

V první etapě se vyráběly příbory, stolní nádobí a stolní náčiní ze stříbra nebo z alpaky. Firma musela čelit konkurenci rakouských výrobců: J. C. Klinkosche ve Vídni, akciové společnosti Berndorf AG v Badenu u Vídně, německé WMF a francouzské továrně Christofle v Saint Denis u Paříže. Pod hrozbou bankrotu se firma za vedení Jana Peterky v roce 1903 musela přeorientovat ze stříbra na levnější zboží z alpaky.
Po vzniku Československa se výroba značně rozšířila, vedle menšinového stříbra a alpaky od poloviny 20. let převládlo zboží s raženou značkou Sandrik Anticorro, jež označuje užívání antikorozní chromované oceli. Významným obchodním i uměleckým počinem bylo zavedení designu funkcionalismu od poloviny 20. do konce 30. let 20. století, kdy se firma rozšířila na akciovou společnost s pobočkami v Čechách a na Moravě a své návrhy realizovali pražští výtvarníci Rudolf Stockar Ladislav Sutnar, Bohumil Južnič a jiní. Odbyt výrobků zajišťovala mimo jiné Družstevní práce se sítí prodejen Krásné jizby.

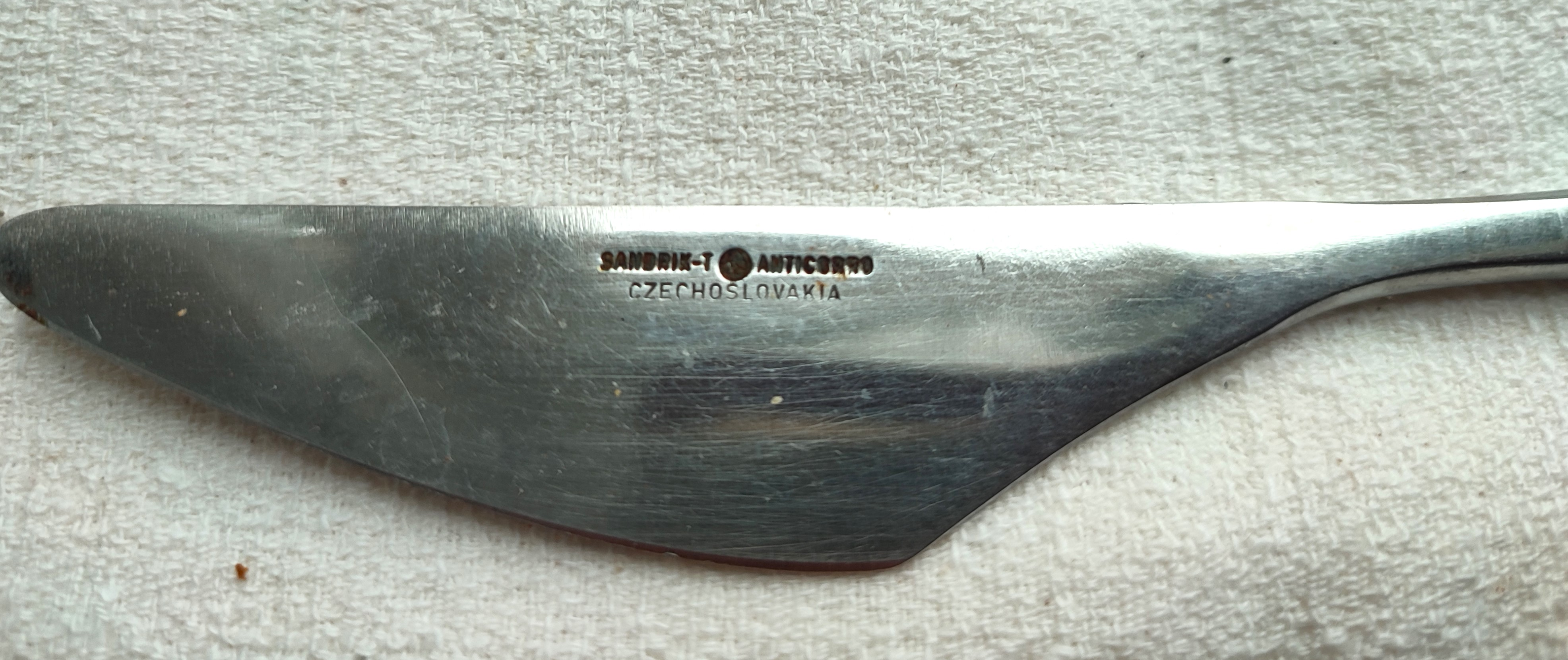
Sandrik-T-Anticorro logo Sandrik/Toner na noži

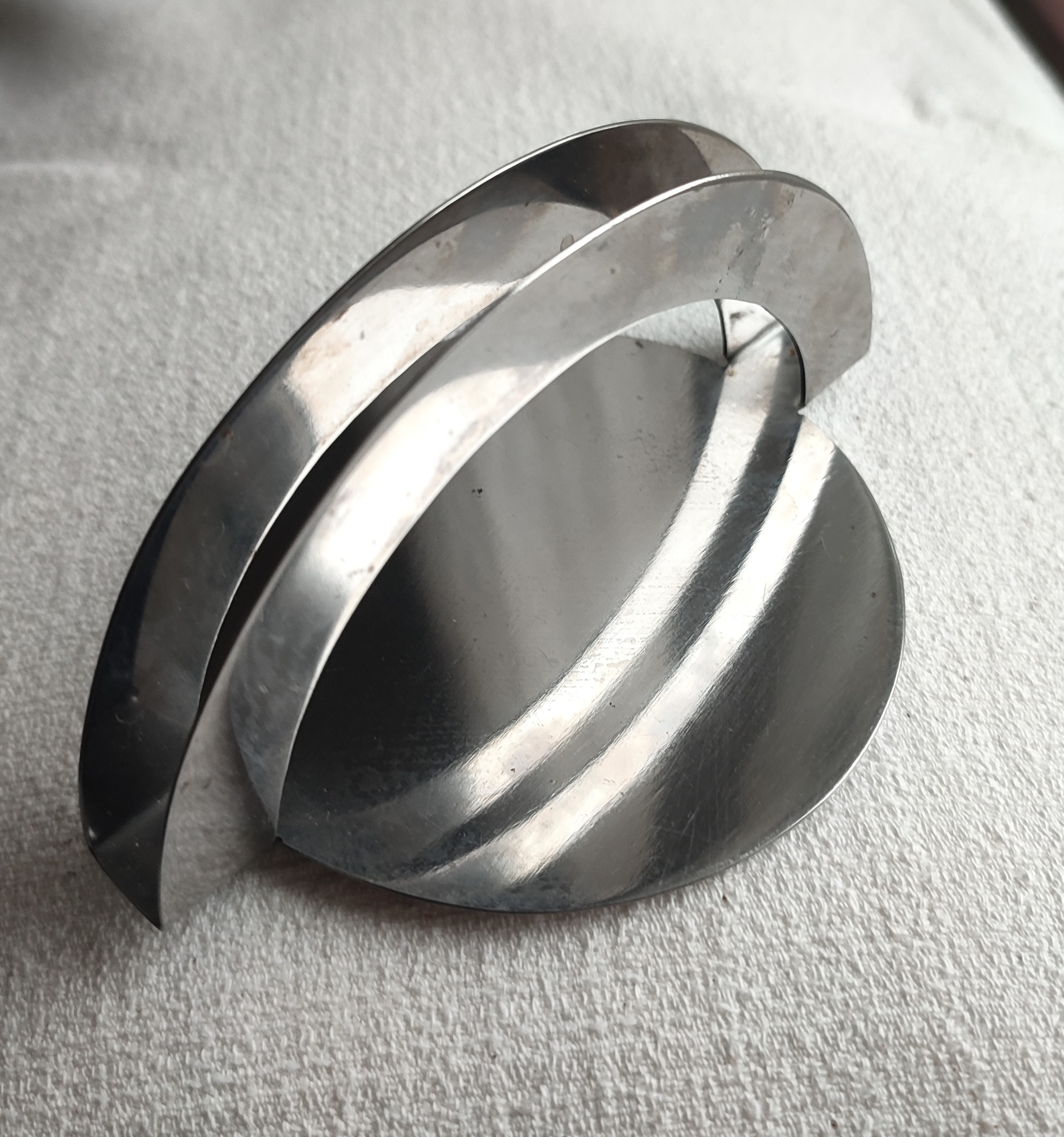
Stojánek na ubrousky Ladislav Sutnar, Sandrik, po roce 1925

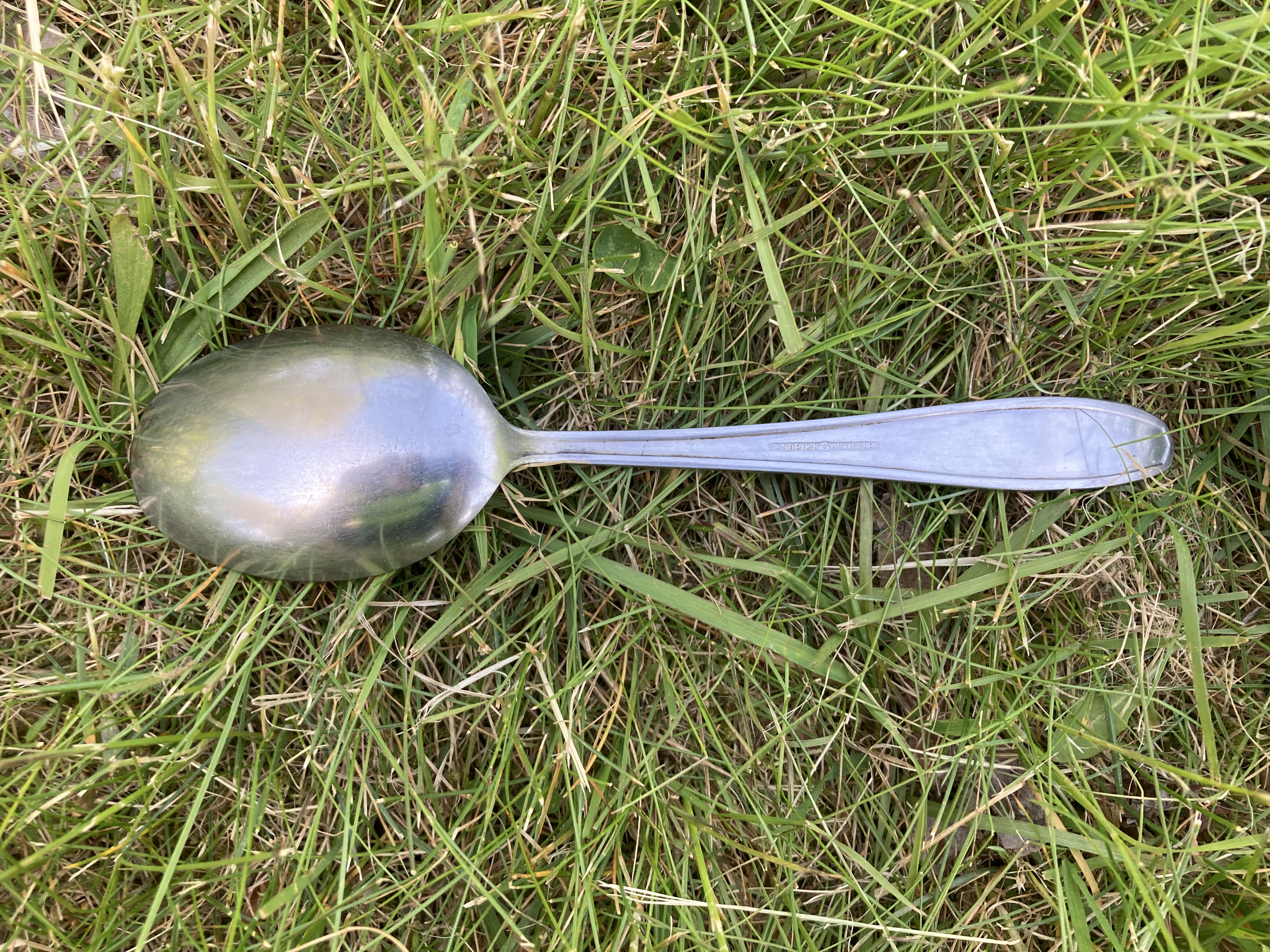
Obyčejná příborová lžíce "Sandrik Anticorro" (vyrobeno v 80. letech 20. století)

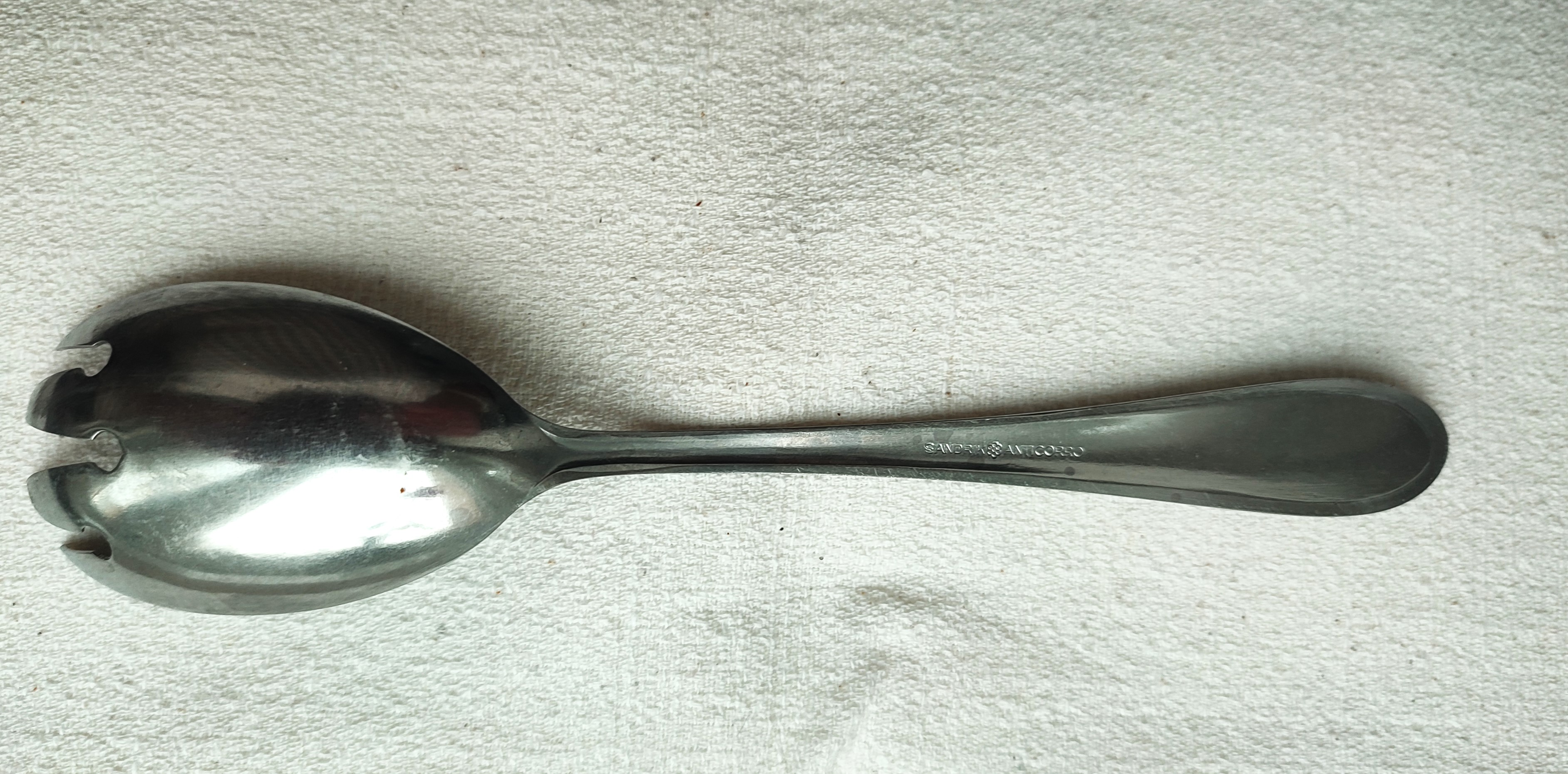
Sandrik Anticorro lžíce na salát, po roce 1960

V roce 1945 byl Sandrik zestátněn, jeho továrny působily v Praze, Plzni, Turnově a Žamberku i v původní továrně na Slovensku. Výroba nadále svými příbory a dalším stolním náčiním pokrývala nejen československý trh, začala vyvážet také do Sovětského svazu a dalších zemí RVHP.
V letech 1953-1956 se vyrábělo již v 19 závodech. Po modernizaci výroby v 70. letech se továrny osamostatnily, Sandrik užíval kombinované logo s písmenem T, později se samostatnou firmou TONER n.p., ROSTEX a MIKOV, s vlastními značkami na výrobcích.

## Současnost
- Po roce 1990 byla firma zprivatizována. Dále pokračuje česká výroba pod značkou Toner s.r.o. se svým dosavadním logem z listů[4]
- Jedna z poboček byla začleněna do rakouského koncernu Berndorf AG v Badenu u Vídně jako jeho divize.[5] Dominance asijských výrobců ovšem i tuto výrobu značně redukovala.
- V roce 1999 navázala na tradice nová slovenská firma Sandrik 1895, která užívá ochrannou známku SANDRIK s rozetou v upraveném designu.[6]

## Sbírky
Žádné muzeum výrobky firmy Sandrik nesbírá systematicky, jednotlivé předměty (nejčastěji designové z období funkcionalismu) mají Uměleckoprůmyslové museum v Praze, Severočeské muzeum v Liberci, Muzeum východních Čech v Hradci Králové a další.